# Xian de Heqing
Le xian de Heqing (鹤庆县 ; pinyin : Hèqìng Xiàn) est un district administratif de la province du Yunnan en Chine. Il est placé sous la juridiction de la préfecture autonome bai de Dali.

## Démographie
La population du district était de 256 133 habitants en 1999.